# 那須弘平
那須 弘平（なす こうへい、1942年2月11日 - ）は、日本の弁護士、元最高裁判所判事（2006年5月25日 - 2012年2月10日）。あさひ法律事務所顧問。
また、伊那市ふるさと大使も務める。

## 略歴
- 1942年2月11日 長野県上伊那郡富県村（現在の伊那市富県）に農家の長男として生まれ、富県中学校[1]（現在の伊那市立春富中学校）を経て長野県伊那北高等学校卒業
- 1964年3月 東京大学法学部卒業
- 1967年4月 司法修習生
- 1969年4月 弁護士登録（第二東京弁護士会）
- 1987年4月 第二東京弁護士会副会長
- 1988年4月 日本弁護士連合会常務理事
- 2004年4月 東京大学法科大学院客員教授
- 2006年5月25日 最高裁判所判事
- 2009年8月30日 第45回衆議院議員総選挙と同時に行われた第21回最高裁判所裁判官国民審査の投票の結果、罷免を可としない（無印）が61,950,605票、罷免を可とする（×印）が4,988,562票となり、信任された。
- 2012年2月10日 定年退官（後任は弁護士の大橋正春）
- 2012年6月　弁護士登録のうえ、あさひ法律事務所顧問
- 2013年4月29日 旭日大綬章受章[2]
- 2013年9月 全日本学生弓道連盟会長[3]

## 弁護士時代に係った事件
- 重加算税賦課決定取消される場合における賦課決定処分の取消範囲について判示した事件の原告側代理人（昭和58年10月27日第一小法廷判決・民集37巻8号1196頁）

## 最高裁判事時代における対応

### 大法廷事件
- 平成16年7月の参院選における一票の格差が憲法に違反するか。多数意見（合憲・補足意見）
- 平成17年9月11日において行われた衆議院総選挙の小選挙区の区割規定が憲法14条1項等に反していたか。多数意見（合憲・補足意見）
- 衆議院議員小選挙区選出議員選挙について候補者届出政党と無所属候補者に対する選挙運動の差異を設けることは憲法14条1項等に反するか。多数意見（合憲）
- 国籍法3条1項は憲法14条に違反するか。多数意見（違憲・今井裁判官の補足意見に同調）
- 平成19年7月の参院選における一票の格差が憲法に違反するか。反対意見（違憲）

### 小法廷事件
- 公立小学校の音楽専科教諭に「君が代」伴奏を命ずることが憲法19条で定める思想良心の自由に反するか----多数意見（合憲・補足意見）
- 郵政「反マル生闘争」によって懲戒免職にあった旧全逓組合員に対する、懲戒免職処分取り消しを下した東京高裁判決を支持。上告不受理を決定。（2007年2月13日）
- 防衛医大教授痴漢冤罪事件において被告人の教授に無罪判決。（2009年4月14日。多数意見。補足意見において「被告人が痴漢行為をしていないとは言えない」としつつも客観的証拠がないことから「疑わしきは被告人の利益に」の原則を適用した）
- 和歌山毒物カレー事件の被告人、林眞須美の上告を棄却した[4]。（2009年4月21日）
- 鈴木宗男事件に絡む偽計業務妨害に問われた佐藤優の上告を棄却した。（2009年6月30日）